# Гиржауський монастир
Гиржауський монастир ( рум. Mănăstirea Hîrjauca ) — монастир у Молдові, розташований на північ від села Гиржаука, під юрисдикцією Унгенської та Ніспоренської єпархії Митрополії Кишинева і всієї Молдови .

## Історія
За словами дослідника Павла Крушевана, на місці нинішнього монастиря старець на ім'я Теодозій побудував невеликий молитовний будинок для втікачів, які знайшли притулок у Кодрі. Пізніше до нього приєдналися двоє ченців з монастиря Нямець, ієромонах Варсонуфій та монах Інохентій (родом з Келераша). Для служіння цій новій чернечій громаді боярин Нікуліта побудував невелику дерев'яну церкву з очеретяним дахом на честь «Успіння Богородиці». За цією версією, роком заснування скиту вважається 1740.    За іншою версією, монастир вже існував у 1642 році, коли рацеші з Хірішен заснували на його території дерев’яну церкву на честь «Успіння Пресвятої Богородиці». 